# فيلي غاستون
فيلي غاستون (بالإنجليزية: Willie Gaston)‏ هو لاعب كرة قدم أمريكية أمريكي، ولد في 15 ديسمبر 1982.

## وصلات خارجية
- فيلي غاستون على موقع مرجع كرة القدم المحترفة.كوم (الإنجليزية)